# مومينا حليم
مومينا حليم أحمد إسماعيل (بالإنجليزية: Moomina Haleem Ahmed Ismail)، (ولدت عام 1939) هي سياسية مالديفية سابقة. في عام 1974 أصبحت أول امرأة تُنتخب لعضوية مجلس الشعب المالديفي. وبعد ثلاث سنوات أصبحت أيضًا أول امرأة تُعين وزيرة في الحكومة.

## السيرة الذاتية
تدرّبت مومينا للعمل كممرضة، بما في ذلك زمالة لمدة عام في الكلية الأسترالية للتمريض في ملبورن، لتصبح أول امرأة مالديفية تُكمل دراسات عليا في التمريض. أصبحت مشرفة في المستشفى الحكومي في ماليه عام 1963 وعضوًا في الكلية الملكية للتمريض. في عام 1970 تزوجت من كاندي أحمد إسماعيل مانيكو، وهو رجل أعمال في مجال السياحة.
في انتخابات مجلس الشعب المالديفي 1974 كانت مرشحة في ماليه، وأصبحت أول امرأة تُنتخب لعضوية مجلس الشعب المالديفي. وفي يناير 1977، عيّنها الرئيس إبراهيم ناصر وزيرة للصحة، لتكون أول وزيرة في البلاد. وعندما كان المجلس على وشك انتخاب رئيس جديد في عام 1978، كان الاعتقاد السائد أن مومينا كانت ستفوز لو لم يمنع الدستور النساء من تولي هذا المنصب. انتُخبت لولاية ثانية في البرلمان في انتخابات مجلس الشعب المالديفي 1979، لكنها رفضت منصب مدير الشؤون الاجتماعية في عهد الرئيس الجديد مأمون عبد القيوم.
بعد انتخاب عبد القيوم، كانت مومينا تُحتجز بانتظام من قبل شرطة جزر المالديف. وفي عام 1980 غادرت إلى المنفى؛ إذ إنها بعد زيارة إلى سريلانكا حيث كانت أختها الصغرى تتلقى العلاج الطبي، نُصحت بعدم العودة بعدما بدأت الحكومة في اعتقال أفراد أسرتها. وفي 1 أبريل، نُفيت رسميًا لمدة أربع سنوات بتهمة التحريض. بقي زوجها وأطفالها في المالديف، ونُفوا إلى إحدى الجزر النائية. وبعد أن طلبت الحكومة المالديفية وضعها تحت المراقبة، طُلب منها مغادرة سريلانكا وانتقلت إلى لندن حيث أقامت مع صديقة لشقيقتها.
لم يكن بإمكان مومينا العمل في المملكة المتحدة إلا إذا طلبت اللجوء السياسي، وهو ما لم ترغب في فعله خشية التأثير على أسرتها في المالديف. وبدلًا من ذلك، انتقلت إلى الكويت للعمل في أحد المستشفيات. وبعد فترة قصيرة من انتقالها، اندلعت حرب الخليج الأولى، فعادت إلى لندن لمدة خمسة أشهر، قبل أن تعود إلى الكويت. وبعد أن اكتشفت أن هدف الحكومة المالديفية الوحيد هو منعها من العودة إلى الوطن، تمكنت من الانتقال إلى كولمبو في سريلانكا، حيث انضم إليها أطفالها ووالدتها.
عادت في نهاية المطاف إلى المالديف عام 2008 بعد أن اتصل بها الرئيس المنتخب حديثًا محمد نشيد (الذي خلف عبد القيوم) وأخبرها بأنها تستطيع العودة إلى الوطن.